# Karton siti
Karton siti je bilo bespravno podignuto, nehigijensko naselje ispod mosta Gazela, u Beogradu. Stanovnici ovog naselja su gotovo isključivo bili Romi među kojima je bilo i dosta izbeglica sa prostora bivše Jugoslavije.
U zavisnosti od izvora, broj stanovnika se kretao od 986, koliko je utvrđeno popisom iz avgusta 2007, od čega je 501 osoba muškog pola, a 485 ženskog, pa do 4.000.
Procene pre popisa su ukazivale da u naselju ima 294 porodice. Popisom je utvrđeno da u naselju ima 237 domaćinstava i 278 dece.
Naselje se prostiralo delimično u blokovima 18 i 18a, između Savskog nasipa i ulice Vladimira Popovića, sa jedne strane, i naselja Staro Sajmište i Starog železničkog mosta, sa druge strane.
Kao što ime sugeriše, jedan od osnovnih materijala korišćenih u izgradnji objekata u naselju je karton. Naselje je bilo bez vode, kanalizacije i struje. Stanovnici ovog naselja su se snabdevali električnom energijom sa obližnjeg stuba javne rasvete, (struje u naselju je bilo samo noću tj. kada gradska rasveta radi). Tokom prethodnih zima, nekoliko puta je izbijao požar u naselju, usled preopterećenja kabla kojim se dovodila struja.
Kao potpuni kontrast ovom naselju, sa druge strane mosta se nalaze Sava centar, hotel „Kontinental“ i hotel „Hajat ridžensi“.
Stanovništvo se uglavnom izdržavalo skupljanjem sekundarnih sirovina (najviše kartona, papira i metala).
Stanovnici nisu imali adekvatan prostor za skladištenje prikupljenog materijal, te je on bio rasut po celom naselju, što je izazivalo dodatne probleme.

## Raseljavanje
Karton siti je raseljen 31. avgusta 2009. posle više godina bezuspešnih pokušaja
.
Prvi pokušaj raseljavanja stanovnika ovog naselja desio se 2006. godine, ali su se stanovnici bloka 45 samoinicijativno organizovali i svakodnevno održavali proteste negodujući zbog odluke gradskih vlasti da Romi iz ovog naselja postanu njihove nove komšije. Tada je odluka o raseljavanju odložena dok se ne spremi bolji plan. Plan da se stanovnici rasele u Ovču naišao je na protivljenje tamošnjih stanovnika, koji su tvrdili da bi se ovim narušio etnički sastav ovog naselja sa značajnom rumunskom manjinom i da u Ovči ni za postojeće stanovnike ne postoji odgovarajuća infrastruktura. Gradske vlasti su potom najavljivale mogućnost da stanovnike Karton sitija rasele po stambenim jedinicama širom grada koje bi bile obezbeđene posebno za ovu svrhu.
Poseban podsticaj rešavanje pitanja Karton sitija je bio i to što rekonstrukcija mosta Gazela, nije mogla da počne dok je naselje ispod mosta.
Tokom avgusta 2007. počeo je popis stanovništva kao prvi korak u zbrinjavanju žitelja ovog dela Beograda.
Do kraja projekta, trebalo je da većina stanovnika Karton sitija dobije adekvatan smeštaj i priliku za zaposlenje bar jednog člana porodice.
U maju 2009. je odlučeno da će Karton siti biti raseljen do kraja juna (ukupno 176 porodica), a porodice su obaveštene da će biti raseljene iz centra grada u roku od 45 dana. Porodice sa prebivalištem u Beogradu, njih 112, biće privremeno raseljene po kontejnerima koji će biti postavljeni po svim beogradskim opštinama, dok će preostale 62 porodice biti vraćene u mesta iz kojih su došli i o njima će brinuti republičke vlasti. Porodice sa prebivalištem u Beogradu će imati pravo na socijalnu pomoć uz jedini uslov da im deca pohađaju školu. Radovi na rekonstrukciji i sanaciji mosta Gazela su počeli nakon raseljavanja ovog naselja.